# Coupe des clubs champions arabes de football 1992
Navigation
Marrakech 1989 Tunis 1993
La Coupe arabe des clubs champions 1992 est la huitième édition de la Coupe arabe des clubs champions de football. Organisée à Doha au Qatar, elle regroupe les clubs des pays arabes les plus performants de leur championnat national (champion, vice-champion ou vainqueur de la coupe nationale). Après un tour préliminaire entre les représentants du Maghreb. Les deux premiers de chaque groupe disputent la phase finale, en match à élimination directe.
C'est le club saoudien du Al-Shabab de Riadh qui remporta cette édition, après avoir battu en finale les qataris d'Al-Arabi Sports Club sur le score de deux buts à zéro. Le tournoi prévu pour l'année 1990, est arrêter à cause de la guerre du Golfe. Autre fait marquant le forfait du club tunisien de l'ES Tunis.

## Équipes participantes
- AC Dubai - Vainqueur dela Coupe du Golfe des clubs champions
- Shabab FC - Champion d'Arabie Saoudite
- Futuwa SC - Champion de Syrie
- ES Tunis - Doublée de Tunisie 1991 (Championnat et Coupe)
- Ismaily - Champion d'Égypte 1991
- Arabi SC - Champion de Qatar 1991
- Faysali SC - Champion de Jordanie 1991
- Al Qods - Invité d'honneur
- WA Tlemcen - Invité d'honneur

## Compétition

### Premier tour
Groupe A
| Rang | Équipe                          | Pts | J | G | N | P | Bp | Bc | Diff |  | Résultats (▼ dom., ► ext.)      |  |     |     |     |
| ---- | ------------------------------- | --- | - | - | - | - | -- | -- | ---- |  | ------------------------------- |  | --- | --- | --- |
| 1    | Arabie saoudite Al-Shabab Riyad | 5   | 3 | 2 | 1 | 0 | 6  | 2  | +4   |  | Arabie saoudite Al-Shabab Riyad |  | 0-0 | 3-2 | 3-0 |
| 2    | Al-Arabi Sports Club            | 4   | 3 | 1 | 2 | 0 | 5  | 1  | +4   |  | Al-Arabi Sports Club            |  |     | 1-1 | 4-0 |
| 3    | ES Tunis                        | 3   | 3 | 1 | 1 | 1 | 10 | 4  | +6   |  | ES Tunis                        |  |     |     | 7-0 |
| 4    | Al Qods                         | 0   | 3 | 0 | 0 | 3 | 0  | 14 | -14  |  | Al Qods                         |  |     |     |     |

Groupe B
| Rang | Équipe           | Pts | J | G | N | P | Bp | Bc | Diff |  | Résultats (▼ dom., ► ext.) |  |     |     |  |
| ---- | ---------------- | --- | - | - | - | - | -- | -- | ---- |  | -------------------------- |  | --- | --- |  |
| 1    | Ismaily          | 4   | 2 | 2 | 0 | 0 | 4  | 1  | +3   |  | Ismaily                    |  | 1-0 | 3-1 |  |
| 2    | Al Faysali Amman | 2   | 2 | 1 | 0 | 1 | 7  | 3  | +4   |  | Al Faysali Amman           |  |     | 7-2 |  |
| 3    | Al Shabab Dubaï  | 0   | 2 | 0 | 0 | 2 | 3  | 10 | -7   |  | Al Shabab Dubaï            |  |     |     |  |
| 4    | forfait ES Tunis |     |   |   |   |   |    |    |      |  | forfait ES Tunis           |  |     |     |  |

### Phase finale
|  | Demi-finales                    | Demi-finales         |                        |   | Finale | Finale |
|  | Demi-finales                    | Demi-finales         |                        |   | Finale | Finale |
|  |                                 |                      |                        |   |        |        |
|  |                                 |                      |                        |   |        |        |
|  |                                 |                      |                        |   |        |        |
|  | Arabie saoudite Al-Shabab Riyad | 2                    |                        |   |        |        |
|  | Arabie saoudite Al-Shabab Riyad | 2                    |                        |   |        |        |
|  | Al Faysali Amman                | 0                    |                        |   |        |        |
|  | Al Faysali Amman                | 0                    | Al-Shabab Riyad        | 2 |        |        |
|  |                                 |                      | Al-Shabab Riyad        | 2 |        |        |
|  |                                 | Al-Arabi Sports Club | 0                      |   |        |        |
|  | Al-Arabi Sports Club            | Al-Arabi Sports Club | 0                      | 1 |        |        |
|  | Al-Arabi Sports Club            |                      |                        | 1 |        |        |
|  | Ismaily                         | 0                    |                        |   |        |        |
|  | Ismaily                         | 0                    | Match pour la 3e place |   |        |        |
|  |                                 |                      |                        |   |        |        |
|  |                                 |                      |                        |   |        |        |
|  |                                 |                      |                        |   |        |        |
|  | Ismaily                         | ?                    |                        |   |        |        |
|  | Ismaily                         | ?                    |                        |   |        |        |
|  | Al Faysali Amman                | ?                    |                        |   |        |        |
|  | Al Faysali Amman                | ?                    |                        |   |        |        |

| Coupe des clubs champions arabes Al-Shabab Riyad 1er titre |